# 粟草属
粟草属（学名：Milium）是禾本科下的一个属，为一年生或多年生草本植物。该属共有6种，分布于北温带。

## 下级分类
- 粟草 Milium effusum L.